# François De Wael
François De Wael est un footballeur international belge né le 10 novembre 1922 et décédé le 15 décembre 2006.
Il a fait toute sa carrière dans l'entre-jeu au Sporting d'Anderlecht. 
il joue un match international contre la France au Parc des Princes, le 24 décembre 1944. Il s'agit de la première rencontre jouée par les deux équipes de l'après-guerre et la seule sélection de François De Wael. Celui-ci marque le but qui sauve l'honneur des Belges qui perdent la rencontre, 3 à 1.
Il est le frère aîné de Gaston De Wael et le neveu d'Albert Mettens, deux autres joueurs d'Anderlecht.

## Palmarès
- International belge en 1944 (1 sélection et 1 but)